# Prunus ligustrina
Prunus ligustrina là loài thực vật có hoa trong họ Hoa hồng. Loài này được Koehne miêu tả khoa học đầu tiên.